# يوسف المحافظة

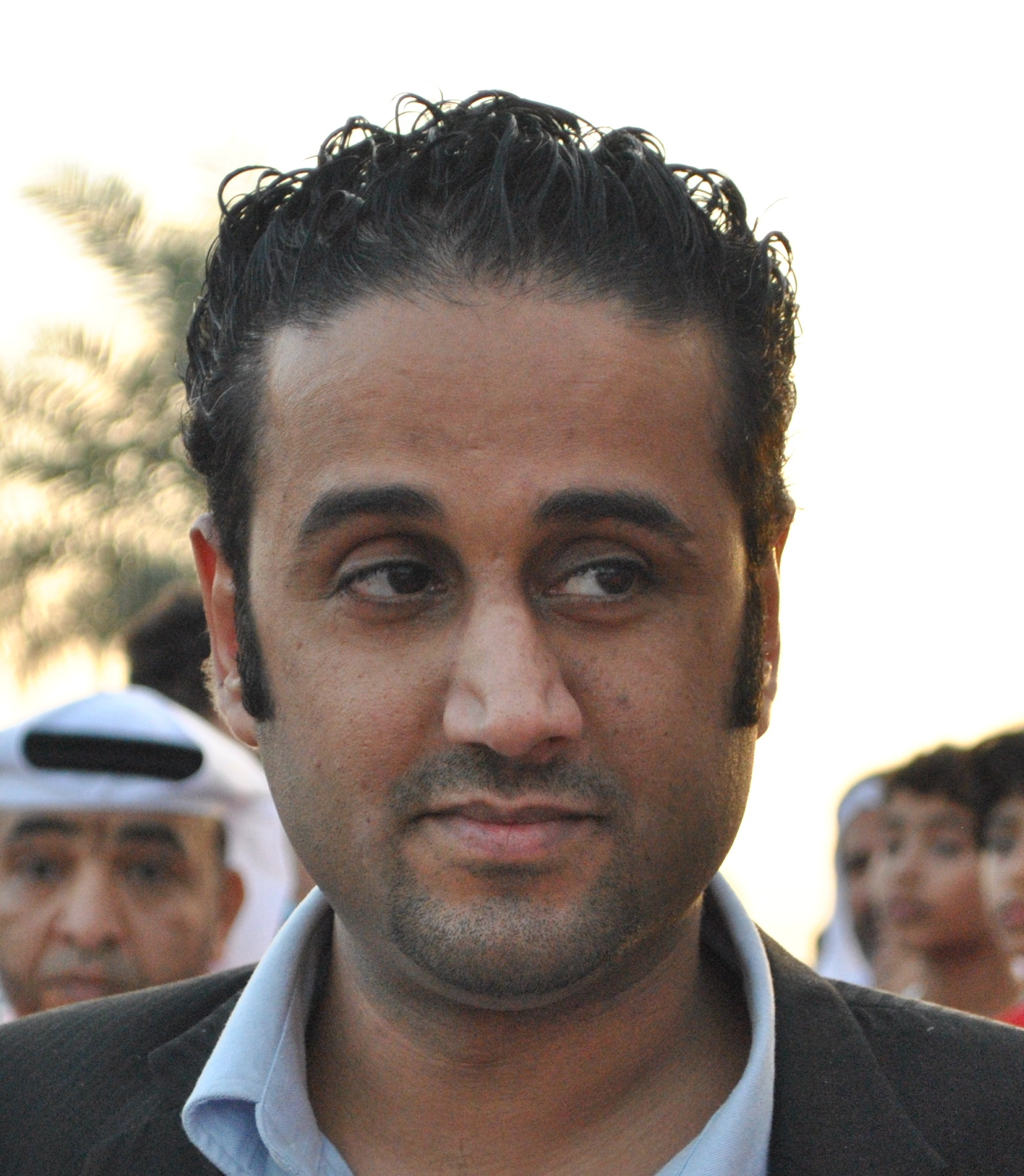
المحافظة في ديسمبر 2012.

يوسف المحافظة ناشط سياسي بحريني. يشغل حاليا عضوية مركز البحرين لحقوق الإنسان والقائم بأعمال نائب رئيس المنظمة.

## المشاركة في الاحتجاجات
في فبراير 2011 بدأت الاحتجاجات المؤيدة للديمقراطية واسعة النطاق في البحرين كجزء من الربيع العربي. المحافظة عضو مجلس إدارة مركز البحرين لحقوق الإنسان شارك في المسيرة نحو القصر الملكي في 12 مارس 2011. بعد ثمانية أيام أفادت عائلته أن خمسة وعشرين من ضباط الشرطة بملابس مدنية داهموا منزله ليلا بحثا عنه ولكنه لم يكن موجودا بالمنزل. قيل لعائلته إذا المحافظة لم يأت إلى مركز الشرطة طوعا فإن ضباط الشرطة سيعودون كل ليلة. زعم مركز البحرين لحقوق الإنسان أيضا أن قوات الأمن منعت المحافظة من السفر. في 5 ديسمبر 2011 المحافظة ونبيل رجب ومحمد المسقطي من جمعية شباب البحرين لحقوق الإنسان تم تهديدهم بالقتل من قبل عادل فليفل (بحريني) العقيد السابق في جهاز الأمن الوطني البحريني مما تسبب في دعوة الجامعة الدولية لحقوق الإنسان والمنظمة الدولية لمناهضة التعذيب للدعوة إلى حملة دولية لحمايتهم. في 6 يناير 2012 ألقيت قنبلة صوتية من قبل قوات الأمن أصابت ذراع المحافظة خلال احتجاج.
في 25 يناير 2012 شارك المحافظة في ندوة مفتوحة من قبل جمعية الوفاق الوطني الإسلامية حزب المعارضة الرئيسي في البحرين انتقد فيها الحكومة على تقييد حرية الصحافة وقمع الاحتجاجات السلمية وحجب المواقع المعارضة وتأجيل زيارات المنظمات الدولية لحقوق الإنسان. بعد إلقاء القبض على رئيس مركز البحرين لحقوق الإنسان نبيل رجب وأصبح المحافظة رئيس المركز بحكم الواقع.

## القبض عليه
ألقي القبض على المحافظة عدة مرات عند نقاط التفتيش في أغسطس وسبتمبر وأكتوبر 2012 ولكن لم توجه إليه أي تهمة وأفرج عنه بسرعة في كل حالة.
ألقي القبض على المحافظة في 2 نوفمبر 2012 في قرية الدراز للانضمام إلى «تجمع غير قانوني» و«المشاركة في مسيرة غير مرخصة». كانت الشرطة تراقبه خلال مظاهرة لمركز البحرين. وصفت صحيفة واشنطن بوست اعتقاله بأنه «يشجع المتظاهرين الشيعة للسعي للحصول على صوت سياسي أكبر في البلاد التي يحكمها السنة». منظمة العفو الدولية اعتبرته سجين رأي وأنه «اعتقل لمجرد ممارسته حقه في حرية التعبير وتكوين الجمعيات والتجمع» ودعت إلى الإفراج عنه فورا.